# Oncomatryx
Oncomatryx es una empresa biotecnológica creada por el Dr. Laureano Simón que desarrolla tratamientos personalizados para atacar los tumores invasivos.
La empresa es famosa por sus test para la detección temprana de tumores en estadios invasivos, como el de páncreas o el de mama. Desarrollados en colaboración con varios hospitales, permiten distinguirlos de los tumores localizados, ayudando en el tratamiento más adecuado para cada paciente. Además, Oncomatryx trabaja en el desarrollo de fármacos biotecnológicos para el tratamiento personalizado de los estadios invasivos de diversos tipos de cánceres con altísimas tasas de mortalidad, como el cáncer de páncreas o los carcinomas invasivos de mama.
La empresa basa su investigación médica en el área del estroma peritumoral, al que se ha relacionado con la falta de efectividad de tratamientos antitumorales.

## Laureano Simón
Laureano Simón comenzó su carrera empresarial con la creación en el año 2000 de Progenika Biopharma S.A., empresa de Medicina Personalizada, que fue adquirida por la empresa Grifols en febrero de 2013.
Simón es Doctor en Ciencias Químicas (Biología Molecular) por la Universidad Autónoma de Madrid, Máster en Biotecnología por la Universidad de Navarra, Máster in Science por la “University of Wisconsin-Madison” en Estados Unidos y Licenciado en Farmacia por la Universidad de Santiago de Compostela.
Ha patentado, entre otros, los desarrollos clínicos: BLOODchip y LIPOchip. Ha publicado decenas de artículos en revistas científicas y ha recibido varios premios a lo largo de su trayectoria profesional, entre los que cabe reseñar el Premio Eurowards Emprendedor Europeo, en el año 2004, el premio Ernst & Young al Emprendedor más innovador del año en 2010 y Ruban d´honneur de los European Business Awards – HSBC Bank , en 2011. También ha participado en el desarrollo de planes de Ciencia y Tecnología del Gobierno español y del Gobierno vasco y es colaborador de fundaciones privadas, como el Instituto Carlos Slim de la Salud, la Fundación Pedro Barrié de la Maza o Fundación BBVA.

## Investigación y desarrollo
La empresa basa su desarrollo en el reciente descubrimiento de que las células tumorales generan cambios en las células que las rodean y en la matriz extracelular, que les facilitan la invasión del tejido afectado y la diseminación metastásica a otros órganos del cuerpo. Oncomatryx y sus colaboradores han descubierto evidencias científicas que demuestran que ese estroma peritumoral, formado por células mesenquimales y por la matriz extracelular, es uno de los principales responsables de la invasividad tumoral, la metástasis y, al mismo tiempo, una barrera que frena la llegada a las células tumorales de los tratamientos anti-tumorales que se utilizan hoy en día.
Oncomatryx está desarrollando una nueva generación de fármacos biotecnológicos antitumorales, que conjugan químicamente moléculas antitumorales con anticuerpos monoclonales que las dirigen específicamente al entramado estomático que rodea las células tumorales.

### Comité científico asesor
Para la investigación y el desarrollo de productos de Oncomatryx la empresa cuenta con un comité científico asesor formado por las siguientes personas:
- Franco Dosio Archivado el 29 de octubre de 2010 en Wayback Machine., Profesor del departamento de Ciencia y Tecnología de la Universidad italiana de Torino
- Tomás Girbés, Profesor del departamento de Nutrición y Bromatología de la Universidad de Valladolid
- Manuel Hidalgo Archivado el 23 de septiembre de 2015 en Wayback Machine., del Centro Nacional de Investigaciones Oncológicas
- Roland E. Kontermann, experto en ingeniería biomédica de la Universidad de Stuttgart (Alemania)
- Klaus Pfizenmaier, experto en biología e inmunología de la Universidad de Stuttgart
- Andrea Bolognesi, Professor. Department of Experimental Diagnosticand Speciality Medicine. Universitá Bologna, Italy.

### Colaboraciones
Oncomatryx colabora con el Institut für Zell Biologie und Immunologie de la Universidad de Stuttgart, la Universidad de Valladolid, el Hospital Universitario Marqués de Valdecilla, el Hospital Universitario Central de Asturias, el Centro Nacional de Investigaciones Oncológicas y el Breast Cancer Research, entre otros.

## Desarrollos y productos de la empresa

### Tests de diagnóstico
Actualmente, la mayoría de las personas que padecen cáncer en estadios invasivos fallecen en un corto período de tiempo. Por ejemplo, en el cáncer de páncreas, que casi siempre se presenta en estadios invasivos, solo entre el 1% y el 4% de las personas enfermas consiguen sobrevivir cinco años después del diagnóstico.
Oncomatryx ha desarrollado tests que diagnostican, con mayor efectividad que los métodos disponibles hasta el momento, la invasividad de tumores de mama, el DMTXbreastScan, y de páncreas, colon, pulmón, mama y cabeza y cuello, el DMTX invaScan, que ya han sido probados con éxito en hospitales de Andalucía, Asturias, Cantabria, Cataluña, Galicia, Madrid, Navarra, País Vasco y Valencia. Además también las Universidades de Columbia, Munich y Copenhague han comprobado su gran sensibilidad y especificidad. La presentación de estos productos, DMTXinvaScan y DMTXbreastScan, a la comunidad médica internacional se realizó en el Congreso de la United States and Canadian Academy of Pathology, celebrado en Baltimore, USA, en marzo de 2013.
Concretamente, el test denominado DMTXbreastScan sirve para diagnosticar desde el primer momento si un cáncer de mama tiene capacidad de desarrollar metástasis. Este test, que ya está siendo utilizado en grandes hospitales de EE. UU. como Johns Hopkins y Cedars Mount Sinai de Los Ángeles,  tiene unos niveles de sensibilidad y especificidad del 93,5 % y 94,2% respectivamente.
Además, permite predecir si una lesión benigna de mama, como un papiloma, se va a convertir en un tumor maligno, con lo que se puede adaptar el tratamiento de manera más eficaz para cada mujer. 

### Tratamientos antitumorales
Los fármacos antitumorales que Oncomatryx dirige específicamente contra el estroma peritumoral están en fase pre-clínica de desarrollo y entrarán en fase clínica en el año 2015.
En este sentido, la empresa ha alcanzado un acuerdo con el hospital estadounidense National Jewish Health y con la universidad Case Western Reserve University de EE. UU. por el que la empresa vasca utilizará una proteína humana, Cistatina-C, como principio activo para el desarrollo de medicamentos contra el cáncer en estadios invasivos.
Asimismo, Oncomatryx ha firmado acuerdos de colaboración con la Universidad de Stuttgart (Alemania), la Universidad de Valladolid (España) y otras compañías biotecnológicas para desarrollar inmunotoxinas y ADCs dirigidas específicamente al componente estromal de los tumores como estrategia para atacar directamente las células responsables de la invasión y metástasis en cáncer. Estas inmunotoxinas y ADCs se dirigen específicamente contra unas proteínas, denominadas MTX1 y MTX2, que se encuentran expresadas únicamente en el estroma peritumoral que rodea al tumor y que facilita su progresión y metástasis.